# EMEA (Wirtschaftsraum)

EMEA: Europa, Naher Osten und Afrika

EMEA ist eine aus dem US-amerikanischen Sprachraum stammende Abkürzung für den Wirtschaftsraum Europa (englisch Europe), Naher Osten (aus US-amerikanischer Sicht Mittlerer Osten: Middle East) und Afrika (Africa). Dies entspricht dem Wirtschaftsraum Europa-Arabien-Afrika. Dieser liegt in einer Börsenhandelszeitzone, in der Aktien an den Börsen zu gleichen oder annähernd gleichen Börsenöffnungszeiten gehandelt werden.
Der Begriff wird von Börsen, der Wirtschaftswissenschaft, der Marktforschung und in Geschäftsberichten multinationaler Konzerne benutzt.

## Die Dreiteilung der Weltwirtschaft
Die Teilung der Welt in drei Wirtschaftsräume (Triade) basiert auf den drei großen nördlichen Industrieräumen Nordamerika, Europa und Ostasien. Diese entsprechen auch drei Börsenhandelszeitzonen, in denen Aktien an den Börsen dieser Wirtschaftsräume zu gleichen oder annähernd gleichen Börsenöffnungszeiten gehandelt werden.
Die südlichen Wirtschaftsräume Südamerika, Afrika und Australien wurden dann zu ihrem jeweiligen Pendant hinzugeschlagen. Auf diese Weise erhält man drei Wirtschaftszonen, die zusammengenommen die gesamte Erde umfassen.
Die drei Weltwirtschaftsräume bestehen (ab der Datumsgrenze) von Ost nach West aus:
- Asien-Pazifik (APAC) = Ostasien, Südostasien, Australien und Ozeanien.
- Europa-Arabien-Afrika (EMEA) = Europa, Arabien (Naher Osten bzw. aus US-amerikanischer Sicht Mittlerer Osten) und Afrika sowie
- Nord- und Südamerika (AMER), den beiden Halbkontinenten Amerikas.

Ein Problem ist hierbei die Zuordnung Indiens, das entweder dem Wirtschaftsraum Europa-Arabien-Afrika oder dem Wirtschaftsraum Asien-Pazifik zugeschlagen wird.

## Kritik
Trotz der recht hohen Verbreitung, z. B. in US-amerikanischen Unternehmen, ist es eine willkürliche Gruppierung: Die offizielle Liste der Makro-Regionen der Vereinten Nationen führt nur Afrika, Amerika, Asien, Europa und Ozeanien.

## Erweiterungen EMEAs
Erweiterungen des Wirtschaftsraums Europa-Arabien-Afrika EMEA sind:
- EMEAC = Europe, Middle East, Africa & Caribbean – berücksichtigt die diversen Zugehörigkeiten der Karibik zu Europa
- EMEACIS = Europe, Middle East, Africa & Commonwealth of Independent States (deutsch GUS, ca. ehemalige Sowjetunion)
- EMEIA = Europe, Middle East, India & Africa – betont die Zugehörigkeit Indiens zum Commonwealth und die Rivalität zwischen Indien und China

## Untergliederungen EMEAs
Untergliederungen des Wirtschaftsraums Europa-Arabien-Afrika EMEA sind:
- MEA = Middle East & Africa – Mittlerer Osten und Afrika (in Abgrenzung zu Europa)
- EEMEA = Eastern Europe, Middle East & Africa – oft verwendet als Abgrenzung gegenüber dem Westeuropa im Sinne der Vereinten Nationen (West-, Zentral- und Nordeuropa)
- SEMEA = Southern Europe, Middle East & Africa – Zusammenfassung Südeuropas mit dem Nahen Osten und Afrika, das Gegenstück dazu ist das nördlichere (nichtmediterrane) Europa
- SEEMEA = South-Eastern Europe, Middle East & Africa – Insbesondere der west- und zentraleuropäische Wirtschaftsraum Raum West- und Zentraleuropa (Western and Central Europe, WCE) der EU/EFTA (vor der Osterweiterung) als hochindustrialisierem Zentrum Europas wird oft als eigenständige Region behandelt.

## Weitere Wirtschaftsräume in EMEA
- D-A-CH = Deutschland, Österreich, Schweiz
- Benelux = Belgien, Niederlande, Luxemburg
- MOEL = Mittel- und osteuropäische Länder
- SEE = Südosteuropa (South-Eastern Europe)
- MED = Mediterraneum = alle ans Mittelmeer angrenzende Länder
- MENA = Naher Osten und Nordafrika (Middle East & North Africa) = Maschrek und Maghreb
- META = Naher Osten, Türkei und Afrika (Middle East, Turkey & Africa)

## Weitere Zusammenstellungen
- EA = Eurasien – Europa und Asien in Abgrenzung zu Afrika
- EECCA = Osteuropa, Kaukasusregion und Zentralasien